# Räyhä (halvö)
Räyhä är en halvö i Finland. Den ligger i Torneå i landskapet Lappland, i den norra delen av landet, 600 km norr om huvudstaden Helsingfors.